# Gjon's Tears
Gjon's Tears est le nom de scène d'un chanteur suisse, né le 29 juin 1998 à Saanen. 
Il représente la Suisse au Concours Eurovision de la chanson 2020 (finalement annulé en raison de la pandémie de Covid-19) ainsi qu'au Concours Eurovision de la chanson 2021.

## Biographie
Gjon Muharremaj naît le 29 juin 1998 à Saanen, dans le canton de Berne. Originaire du Kosovo, son père Hysni est grutier et maçon. Sa mère Elda, albanaise de naissance, a travaillé à la chocolaterie Cailler après que la famille a déménagé à Broc en 2000.
Gjon grandit dans le village gruérien, où il pratique le football ou le karaté. À l’âge de 7 ans, il se découvre une passion pour la musique lors d’un cours de piano. Deux ans plus tard, il joue la chanson Can't Help Falling in Love d’Elvis Presley à son grand-père, qui pleure en l’écoutant ; il déclare tirer son nom de scène, Gjon’s Tears, de cet épisode.

### Carrière musicale
Durant sa jeunesse, il participe aux émissions de télévision l'Albanie (...) et La Suisse a un incroyable talent respectivement en 2011 et en 2012.
En 2018, au sein de la Gustav Academie, académie suisse de musique révélatrice de jeunes talents, il forme le groupe Gjon's Tears and the Weeping Willows composé de cinq garçons : Gjon est au chant et piano, Gaëtan à la batterie, Martino et Pascal à la guitare et Samuel à la basse[réf. nécessaire]. Gjon écrit et compose, en collaboration avec ses musiciens, leurs propres titres avec pour objectif de sortir un album[réf. nécessaire].
En 2019, lors de la saison 8 de The Voice : La Plus Belle Voix, diffusée sur TF1, il séduit les quatre jurés avec sa version très personnelle de Christine de Christine and the Queens. Il décide de rejoindre l’équipe de Mika. Il quitte l’aventure après son élimination en demi-finale[réf. nécessaire].
Durant l’été 2019, fort de la notoriété acquise par Gjon grâce à son passage dans The Voice, le groupe Gjon's Tears and the Weeping Willows se produit dans plusieurs festivals suisses, notamment le Montreux Jazz Festival, Les Georges ou Les Francomanias[réf. nécessaire].
En 2020, Gjon's Tears doit représenter la Suisse à l'Eurovision avec sa chanson Répondez-moi, réalisée avec le duo suisse d'auteurs-compositeurs-interprètes Aliose, mais l’édition 2020 est finalement annulée en raison de la crise sanitaire due à la pandémie de Covid-19[réf. nécessaire].
Il représente la Suisse en 2021 avec sa chanson Tout l'univers, elle aussi réalisée avec Xavier Michel, le chanteur d’Aliose. Il se qualifie pour la finale en terminant premier de la deuxième demi-finale (avec 291 points). Lors de la finale qui se déroule à Rotterdam le 22 mai, il arrive en troisième place derrière la France et l'Italie (gagnante), après avoir gagné le vote du jury (en obtenant 432 points). Il donne à la Suisse le meilleur classement du pays depuis Annie Cotton en 1993. Par ailleurs, il remporte le Prix Marcel-Bezençon de la Meilleure composition lors de l'Eurovision 2021[réf. nécessaire].
En 2021, il participe à l'émission The Voice All Stars sur TF1 où il s'arrête en demi-finale.
Il sort son premier album, intitulé The Game, en avril 2023,. Par ailleurs, il a été élu Meilleur artiste suisse de l’année aux MTV Europe Music Awards, en 2021 et en 2023.

## Discographie

### Album
- 2023 – The Game

### Singles
- 2018 – Babi
- 2018 – Back in Light
- 2020 – Répondez-moi
- 2021 – Tout l'Univers
- 2022 – Silhouette
- 2022 – Pure
- 2023 – Midnight in Paris
- 2023 – Cancer (avec Ibrahim Maalouf)
- 2025 – Balloons (avec Bart Derylo et Szymon Justyński)
- 2025 – Oret e fundit (avec Adelina Thaçi)